# 丸山勝
丸山 勝（1939年7月12日—）是一名日本的國際記者、中國研究家。
出生於長野縣鹽尻市，1963年畢業於京都大学文学部東洋史学科，之後擔任讀賣新聞記者。1971年到1973年擔任印尼雅加達特派員、1975年到1978年擔任肯尼亞奈羅比特派員，之後擔任中華人民共和国・北京支局長、亞洲總局長、外報部次長、讀賣新聞調査研究本部主任研究員等等職位。
1994年到1998年擔任文教大学文学部非常勤講師、台湾国策研究院客員研究員等職位。他也在目白大学社会学部媒體表現学科教授，執教国際報導論。

## 著書
- 《现代中国之形象》（『現代中国のイメージ』）三修社 1986
- 《你也可以当一名国际选举观察员——老将记者的柬埔寨选举报告》（『君もなれる国際選挙監視員 ベテラン記者のカンボジア選挙報告』） 读卖小册子（読売ぶっくれっと） 1998
- 《陈水扁时代的台湾民进党——从诞生到夺得政权》（『陳水扁の時代 台湾・民進党、誕生から政権獲得まで』）藤原書店 2000

共著
- 《“东亚火药桶”——中台关系与日本》（『「東アジアの火薬庫」中台関係と日本』）与山本勲共著 藤原書店 2001

### 翻譯著作
- R. C. Yeager著 《失去它——美国中产阶级的没落》（『ルージング・イット アメリカ中流階級の没落』）与長谷川重四郎共同翻译 新評論 1981
- 伊曼紐·華勒斯坦著 《后美国世界体系中的地缘政治与地缘文化》（『ポスト・アメリカ 世界システムにおける地政学と地政文化』） 藤原書店  1991
- 鄭義著 小説《天安门之六人——中国共产党三国志》（『天安門の六人 小説・中国共産党三国志』）读卖新闻社 1993
- 鄭義著 小説《鄧小平》（『小説・鄧小平』）（翻译与构成） 读卖新闻社 1994
- 殷允芃編 《台湾之历史——日台交流三百年》（『台湾の歴史 日台交渉の三百年』） 藤原書店 1996
- I.沃勒斯坦編 《转型时代——世界系统之轨道1945-2025》（『転移する時代 世界システムの軌道1945-2025』）藤原書店 1999